# Dmitro Grabovski
Dmitro Grabovski (Simferópol, Ucrania, 30 de septiembre de 1985-Arad, Israel, 23 de enero de 2017) fue un ciclista ucraniano que se nacionalizó israelí en 2015. Debutó como profesional en 2007 con el equipo Quick Step.

## Biografía
Después de unos buenos resultados, en categoría sub-23, pasó al profesionalismo en 2007 con el equipo Quick Step donde estuvo dos años. En 2009 fichó por el equipo ISD-Neri.
En este equipo estuvo hasta el 31 de agosto de 2010 donde obtuvo como mejor resultado su victoria en la clasificación de la montaña en la Tirreno-Adriático en 2010. Grabovskyy confesó haber estado a punto de morir dos veces por alcoholemia después de su fracaso en Quick Step.
Fichó por el equipo ucraniano ISD-Lampre Continental en 2011. En 2013 se recalificó como amateur en el equipo Dynamo Racing. Su último equipo conocido fue el Continental chino Jilun-Shakeland Cycling Team a finales de 2015.

## Muerte
El 23 de enero de 2017 falleció a los 31 años de edad víctima de un ataque al corazón.

## Palmarés
2005 (como amateur)
- 1 etapa de los Cinco Anillos de Moscú
- Campeonato Europeo Contrarreloj sub-23
- 2.º en el Campeonato Mundial Contrarreloj sub-23
- Campeonato Mundial en Ruta sub-23

2006 (como amateur)
- Giro de las Regiones, más 3 etapas
- 1 etapa del Girobio
- Campeonato Europeo Contrarreloj sub-23

2007
- 3.º en el Campeonato de Ucrania Contrarreloj

2009
- 2.º en el Campeonato de Ucrania Contrarreloj

2015
- Campeonato de Israel Contrarreloj  [4]

## Resultados en Grandes Vueltas y Campeonatos del Mundo
| Carrera              | Carrera              | 2007 | 2008 | 2009 | 2010 | 2011 |
| -------------------- | -------------------- | ---- | ---- | ---- | ---- | ---- |
|                      | Giro de Italia       | —    | —    | 67.º | —    | —    |
|                      | Tour de Francia      | —    | —    | —    | —    | —    |
|                      | Vuelta a España      | —    | —    | —    | —    | —    |
| Mundial en Ruta      | Mundial en Ruta      | Ab.  | —    | —    | —    | —    |
| Mundial Contrarreloj | Mundial Contrarreloj | 25.º | —    | 58.º | —    | —    |

—: no participa
Ab.: abandono